# Eilema mabillei
Eilema mabillei là một loài bướm đêm thuộc phân họ Arctiinae, họ Erebidae.